# Кеппен Микола Олександрович
Микола Олександрович Кеппен (1848—1910) — український гідробіолог, зоолог, протистолог і меценат, засновник та перший керівник Дніпровської біологічної станції (1909—1910). Професор Київського університету. Був членом Київського товариства любителів природи.

## Життєпис
Закінчив Київський університет де згодом працював на природничому відділені, отримав звання професора.
У 1909—1910 роках профінансував та керував будівництвом Київської біостанції, для дослідження біології Дніпра. Будівництво почалося в урочищі Чорторий на Трухановому острові.
Професор Кеппен помер у 1910 році, заповівши все своє майно новій організації, а будівництво станції було закінчено в 1911 році.

## Науковий доробок
Основні наукові праці стосуються вивчення сисних інфузорій (сукторій).
Описав принаймні два нових для науки види водяних організмів, що залишаються загальновизнаними: паразитичного вусоногого рачка
Thompsonia sinensis Keppen, 1877 (також розглядається в роді Diplothylacus), якого вважав сукторією, та сукторію Acineta papillifera Keppen, 1888.
Також досліджував сперматогенез річкових раків.

## Деякі наукові праці
- Кеппен (Кеппенъ) Н. А. 1877. Thompsonia sinensis, новый вид сукторий. Записки Новороссийского общества естествоиспытателей. 4(2): 1–13
- Кеппен Н. А. 1888. Наблюдения над щупальцевыми инфузориями (Tentaculifera). Записки Новороссийского общества естествоиспытателей. 13(2): 1-79.
- Кеппен Н. А. 1888. Заметка об эмбриональных шарах Podophrya quadripartita. Записки Новороссийского общества естествоиспытателей. 13(2): 205—207.
- Кеппен Н. 1906. Сперматогенез у речного рака (Astacus fluviatilis Fabr.). Записки Киевского общества естествоиспытателей. 20 (2): 231—308.